# Good Coming
Good Coming（グッドカミング）は桐明孝旨、原口知之による日本の音楽ユニット。略称は「グッカミ」。

## メンバー
桐明孝旨（きりあけたかし、11月18日 - ）
福岡県八女市出身　A型
ボーカル担当
出身高校は西日本短期大学附属高等学校
出身大学は福岡大学
原口知之（はらぐちともゆき 10月11日 - ）
福岡県筑後市出身　B型
ギター、コーラス担当
出身高校は福岡県立八女高等学校
出身大学は福岡大学

### 元メンバー
金井田健太（かないだけんた 1月23日 - ）
福岡県福岡市出身 O型
ベース、キーボード、DJ担当
出身高校は東福岡高等学校

## ユニット名の由来
「Good Coming」には自分たちの音楽を聴いて「福が来てほしい」「“グッときて”欲しい」という二つの意味が込められている。

## 音楽について
桐明と原口が共にアイディアを出し合って制作を進める為、すべての作品の作詞・作曲がGOOD COMINGという表記になっている。楽曲については言葉を重要視するようにしており、特に桐明が歌い上げる部分の言葉を大切にしている。デビュー前はエモーショナルロックとダンスホールレゲエを融合させた自称「レゲエモ」というジャンルの確立に没頭、地元メディアでも度々紹介された。デビュー前に作家の長瀬弘樹と出会い、共作など音楽的接触を深める中でJ-POPの魅力を学んだ。自主レーベルMASKRECORDSを立ち上げ楽曲の提供及びプロデュースも積極的に行っている。

## 来歴
2011年
地元福岡から活動拠点を東京に移し、「Good Coming」として活動を開始。期間限定で行ったTSUTAYAの無料レンタルCD4作が15万回レンタルという数字を記録。ソニー・ミュージックと契約。デビュー前に「LifeCase」が映画「Paradise Kiss」の劇中歌に使用。
2012年
2月29日、1stシングル「仲間／桜、咲き誇れ」でメジャー・デビュー。
テレビアニメ「銀魂」の主題歌『仲間』、洋服の青山テレビCM曲『桜、咲き誇れ』のダブルタイップとなったデビューシングルはオリコン初登場23位のスマッシュヒットとなった。デビューと同時にメンバーの地元福岡県八女市親善大使に任命。
6月20日、2ndシングル「明日に／Stay with me」を発売。
「明日に」は松坂桃李主演短編映画「グッドカミング～トオルとネコたまに猫～」の主題歌として書き下ろされた。また、同映画はショートショートフィルムフェスティバルにてミュージックShort部門シネマチックアワード優秀賞を受賞した。
10月3日、3rd両A面シングル「君想う唄／ours〜ボクらの足跡〜」を発売。「ours〜ボクらの足跡〜」は、菅田将暉主演映画「王様とボク」の主題歌として書き下ろされた。
2013年
2月6日、配信限定シングル「R is my all」を発売。福岡カスタムカーショー2013のTV-CMイメージソングに使用された。
10月2日、1stアルバム『Good Coming One』を発売。
2014年
DJ、キーボード、ベースなどを担当していた金井田健太が脱退。
9月1日、会場限定シングル「ReStart/明日が来る前に」を発売。
12月13日、会場限定シングル第2弾「2ndMessage/グレープフルーツ」を発売。
2015年
初のワンマンライブツアー「ようきんしゃったね!エブリバディー」を東京・福岡で開催。
9月16日 2ndアルバム『NoTuned』を発売。
2016年
1月にワンマンライブツアー「あがっていかんの!エブリワン」を開催。

## 作品

### シングル
|        | タイトル                    | 発売日        |
| ------ | --------------------------- | ------------- |
| 1st    | 仲間                        | 2012年2月29日 |
| 2nd    | 明日に                      | 2012年6月20日 |
| 3rd    | 君想う唄/Ours~ボクらの足跡~ | 2012年10月3日 |
| 4th    | ユビノサキヘ                | 2018年2月21日 |
| (限定) | オバナノーバー              | 2018年6月1日  |

### 配信シングル
|     | タイトル    | 発売日       |
| --- | ----------- | ------------ |
| 1st | R is my all | 2013年2月6日 |

### アルバム
|     | タイトル        | 発売日        |
| --- | --------------- | ------------- |
| 1st | Good Coming One | 2013年10月2日 |
| 2nd | No Tuned        | 2015年9月16日 |

## タイアップ
| 楽曲               | タイアップ                                                         | 収録アルバム    |
| ------------------ | ------------------------------------------------------------------ | --------------- |
| LifeCase           | 映画「パラダイスキス」劇中歌                                       | Good Coming One |
| 仲間               | TV東京系アニメ「銀魂」エンディングテーマ                           | Good Coming One |
| 桜、咲き誇れ       | 「洋服の青山」フレッシャーズフェア テレビCMソング                  | Good Coming One |
| 明日に             | 短編映画「グッドカミング~トオルとネコたまに猫~」エンディングテーマ | Good Coming One |
| Stay With Me       | CEDAR CREST テレビCMソング                                         | Good Coming One |
| Ours~ボクらの足跡~ | 映画「王様とボク」主題歌                                           | Good Coming One |
| R is my all        | 福岡カスタムカーショー2013 イメージソング                          |                 |
| ユビノサキヘ       | 映画「野球部員、演劇の舞台に立つ!」主題歌                          |                 |
| オバナノーバー     | 映画「翔べない鳥も空を見る。」劇中歌                               |                 |

プロ野球選手の登場曲
- 「桜、咲き誇れ」 - 千葉ロッテマリーンズ　根元俊一選手使用

## メディア

### ラジオ番組
- カミカミグッドカミング（2012年9月放送終了・bayfm）
- FM RockKids（2012年12月放送終了・FM北海道）
- やめられんcha!レディオ（2022年3月放送終了・FM八女）

### 雑誌
- TSUTAYA　V/A コラム連載（2012年終了）
- GOODROCKS! 連載（2014年7月終了）

### テレビ
- 「ライブB♪」（2012年2月）TBS系[2]
- 「KBC イチオシ!」（2013年4月5日）KBC九州朝日放送

### 映画
- 「グッドカミング～トオルとネコたまに猫～」にて桐明は松坂桃李の先輩役、原口はウェイター役で出演